# Милутин Чечарић
Милутин Чечарић (Мокра Гора, 1877—околина Обреновца, 1915) био је земљорадник, учесник Балканских ратова и Првог светског рата и носилац Карађорђеве звезде са мачевима. 
Рођен је 1877. године у Мокрој Гори, у породици сиромашних родитеља Петра и Цмиљане. Заједно са браћом Драгутином и Недељком одазвао се мобилизацији на почетку Балканских ратова, па се вратили кући. Исто тако су поступили и 1914. године, када је земља поново нападнута, али овог пута ни један од браће се није вратио. Војници који су се вратили у село, обавестили су родитеље да је Милутин погинуо 1915. године код Обреновца.
Милутин је, по Службеном војном листу под бројем ФАО 12.124, одликован Златним Орденом Карађорђеве звезде са мачевима за храброст у свим борбама које је његова јединица водила.
Имена Драгутина, Милутина и Недељка уклесана су на споменик изгинулих јунака из Мокре Горе. 